# IBU-Sommercup 2013
Der IBU-Sommercup 2013 wurde im Juni 2013 an einer Station ausgetragen. Ursprünglich war geplant, die erste Station des Sommercup im Juli 2013 in Forni Avoltri zu veranstalten, aufgrund der dort stattfindenden Sommerbiathlon-Weltmeisterschaften wurde aber auf die Austragung verzichtet. Beim einzig verbliebenen Wettkampfwochenende in Duszniki-Zdrój nahmen bei den Herren lediglich zehn Athleten (davon sieben Polen) teil, aufgrund mangelnder Teilnehmerzahlen wurde auf die Damenrennen sogar verzichtet. Als Reaktion darauf wurde der Sommercup nach sechs Jahren wieder aus dem Programm genommen und bisher (Stand 2023) nicht erneut ins Gespräch gebracht.

## Männer
| 1. IBU-Sommercup in Duszniki-Zdrój, 14.–16. Juni 2013 | 1. IBU-Sommercup in Duszniki-Zdrój, 14.–16. Juni 2013 | 1. IBU-Sommercup in Duszniki-Zdrój, 14.–16. Juni 2013 | 1. IBU-Sommercup in Duszniki-Zdrój, 14.–16. Juni 2013 | 1. IBU-Sommercup in Duszniki-Zdrój, 14.–16. Juni 2013 |
| ----------------------------------------------------- | ----------------------------------------------------- | ----------------------------------------------------- | ----------------------------------------------------- | ----------------------------------------------------- |
| Datum                                                 | Disziplin                                             | Erster Platz                                          | Zweiter Platz                                         | Dritter Platz                                         |
| 15. Juni 2013 (Sa.)                                   | Sprint                                                | Tomáš Bystřický                                       | Alexander Katschanowski                               | Grzegorz Guzik                                        |
| 16. Juni 2013 (So.)                                   | Verfolgung                                            | Alexander Katschanowski                               | Tomáš Bystřický                                       | Grzegorz Guzik                                        |